# Raspall
|  | Aquest article tracta sobre un utensili. Vegeu-ne altres significats a «Raspall (desambiguació)». |

Un raspall, espalmador (o espolseta al Rosselló) és un utensili consistent en un mànec i una base, sobre la qual es fixen cerres o altres elements flexibles aptes per a raspallar. N'hi ha diverses menes, diferenciades pels materials i per l'ús a què es destinen.

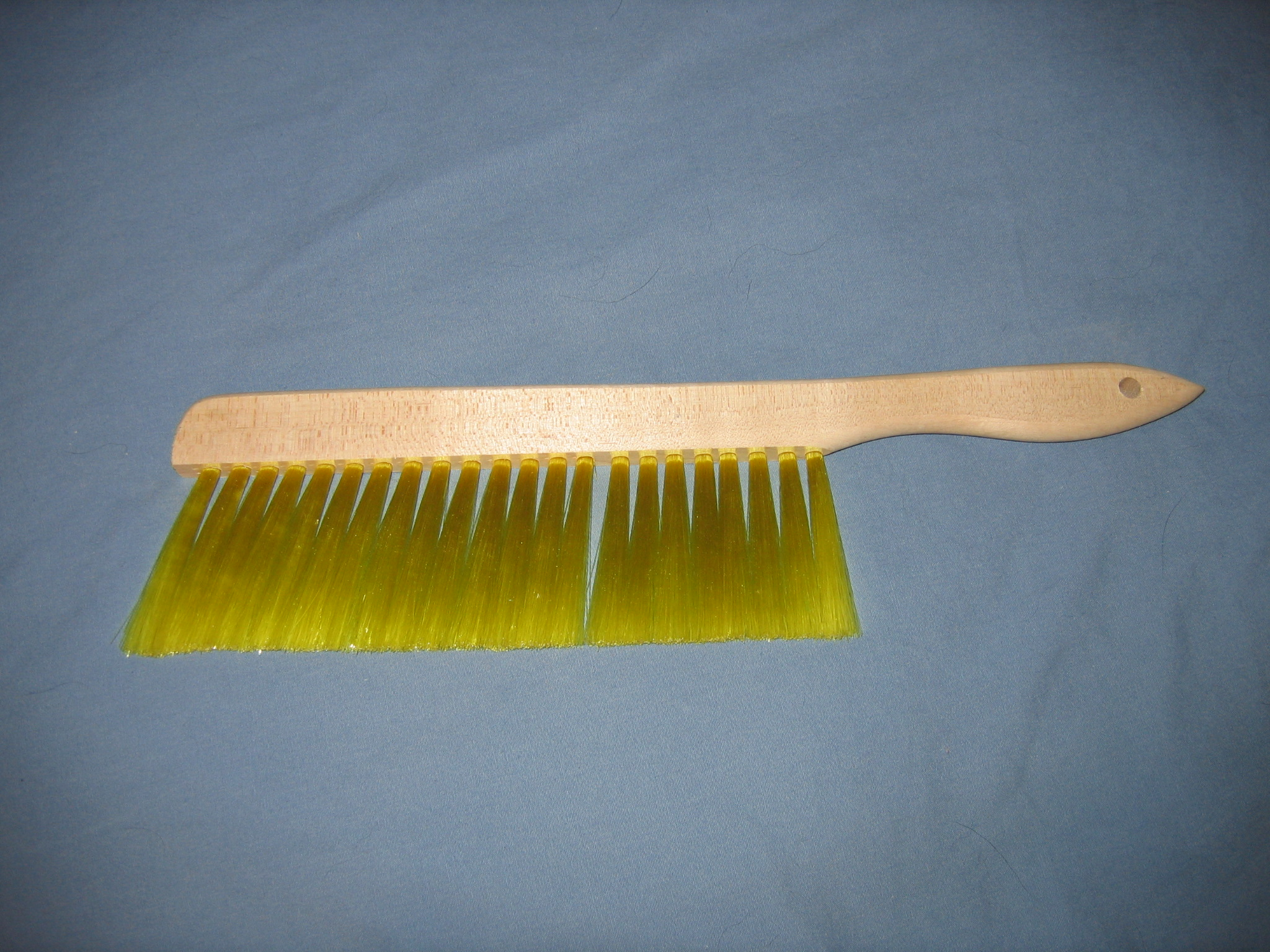
Raspall per a desabellar

## Alguns tipus de raspall
- Raspall d'apicultor: El raspall de cerra és utilitzat pels apicultors per a desabellar, és a dir agranar les abelles de les bresques, quan fan la collita de mel. És un element summament pràctic, necessari en el moment de la collita de mel, o quan es realitza divisions de ruscs. En l'actualitat els fabriquen de cerres o bé de fibres plàstiques. Es mulla amb aigua amb el fi de no espatllar les abelles.
- Raspall de dents
- Raspall del pèl
- Escombra

## Altres usos del terme
- En metal·lúrgia es denomina raspall una màquina capaç de treballar peces metàl·liques per desgast, a l'efecte d'aconseguir la forma o el gruix que es desitja.